# 澜沧马蓝
澜沧马蓝（学名：Pteracanthus mekongensis）为爵床科马蓝属下的一个种。

## 扩展阅读
- 維基物種上的相關：澜沧马蓝